# Macroctopus maorum
Macroctopus maorum hay bạch tuộc Maori là một loài bạch tuộc trong họ Octopodidae, là loài duy nhất trong chi Macroctopus. Chúng được tìm thấy ở các vùng biển xung quanh New Zealand và miền nam Australia. M. maorum là một trong những loài bạch tuộc lớn nhất và hung dữ nhất sống ở vùng biển New Zealand và Australia. Chúng ăn chủ yếu là động vật giáp xác và cá. Mặc dù chúng có tuổi thọ ngắn, những con cái đẻ hàng nghìn quả trứng và rất bảo vệ chúng.